# 頭帶鮗
頭帶鮗為輻鰭魚綱鱸形目鱸亞目七夕魚科的其中一種，分布於西太平洋區，包括琉球群島、菲律賓、印尼婆羅洲及巴布亞紐幾內亞等海域，棲息深度24-30公尺，體長可達6公分，棲息在珊瑚礁區，屬肉食性，雄魚有護卵的行為。

## 擴展閱讀
維基物種上的相關：頭帶鮗